# Strychnos dale
Strychnos dale là một loài thực vật có hoa trong họ Mã tiền. Loài này được De Wild. miêu tả khoa học đầu tiên năm 1915.